# Очеретянка рудолоба
Очеретянка рудолоба (Cettia major) — вид горобцеподібних птахів родини Cettiidae.

## Поширення
Вид поширений в центральному Китаї, Непалі, Бутані, на північному сході Індії, на півночі М'янми. Мешкає в Гімалаях і горах, що оточують Тибетське плато на сході.

## Спосіб життя
Полює на дрібних комах.

## Підвиди
- C. m. major (Horsfield & Moore, 1854) — Гімалаї, центральний Китай;
- C. m. vafra (Koelz, 1954) — Північно-Східна Індія.